# Hotel Vila de Caldes
L'Hotel Vila de Caldes és un edifici de Caldes de Montbui (Vallès Oriental) protegit com a bé cultural d'interès local.

## Descripció
És un edifici aïllat que consta de planta baixa i dos pisos i engloba una zona de banys, espais de serveis i de comunicació, dues plantes de dormitoris, salons, menjador i sales de reunions. La coberta és plana i transitable amb una balustrada. Davant de l'edifici hi ha un ampli jardí que també pertany al balneari.
La façana principal està ordenada mitjançant uns eixos verticals i horitzontals. Totes les obertures són rectangulars, allargades i emmarcades per una motllura llisa; les del primer i segon pis tenen un petit balcó. La façana està arrebossada i pintada.
La cantonera de l'edifici dels carrers Sant Pere i Corredossos és de carreus de pedra i és un dels pocs elements originals de l'anterior balneari, juntament amb la finestra i el balcó que donen al carrer Sant Pere que tenen els brancals, les llindes i els ampits de pedra.

## Història
El balneari va ser fundat l'any 1680. per la família Solà, que provenien de Sant Llorenç Savall. El balneari va allotjar nombrosos artistes, principalment de l'escola catalana que solien fer tertúlies artístiques.
A finals del segle xx, el centre va ser comprat pel balneari Broquetas. L'edifici va ser enderrocat, perquè estava en molt mal estat, i es reconstruí. La façana es va refer seguint un esquema similar a l'edifici anterior.